# Hämelerwald
Hämelerwald is een plaats in de Duitse gemeente Lehrte, deelstaat Nedersaksen, en telt 4622 inwoners (2015).

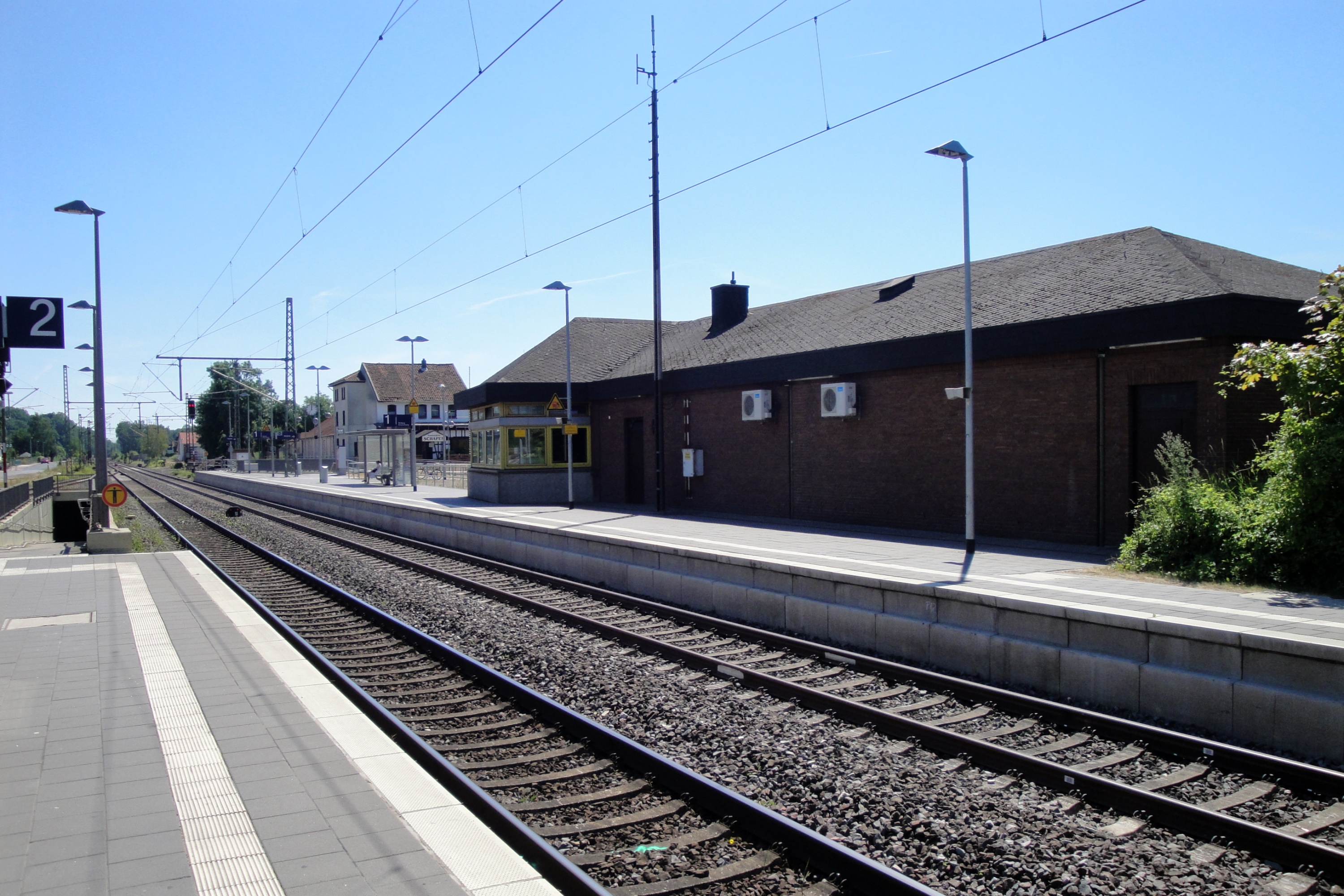
Station
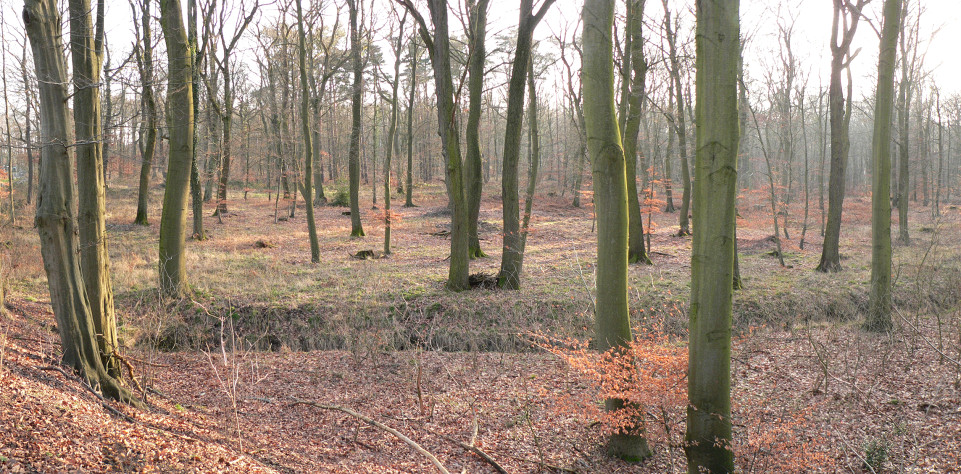
In het Hämeler Wald

In 1864 werd het dorp Hämelerwald gesticht. Het ontwikkelde zich tot een dorp van arbeiders en beambten bij de spoorwegen en van arbeiders in steenbakkerijen, die hier vanwege de daarvoor zeer geschikte kleigrond gevestigd zijn geweest.
Het dorp ligt bijna 10 km ten oosten van de stad Lehrte, nabij het bos Hämeler Wald, waar het naar genoemd is. Dit oude eiken- en beukenbos is ten dele een relict van het oude Nordwald, dat tot de middeleeuwen bestond.
In de jaren 1930 werd, helaas dwars door dit ecologisch waardevolle bos, de Reichsautobahn Hannover-Berlijn, de huidige A2 aangelegd. Het daarvoor benodigde grind werd in de omgeving afgegraven, wat tot het ontstaan van de recreatieplas Blauer See leidde. 
Het dorp heeft een station aan de spoorlijn Hannover - Braunschweig.
Zie voor meer informatie onder Lehrte.